# Copa Ganadores de Copa
De Recopa Sudamericana de Clubes (Portugees: Recopa Sul-Americana de Clubes), ook wel bekend als de Copa Ganadores de Copa (Beker voor Bekerwinnaars), was een Zuid-Amerikaans voetbaltoernooi dat werd gespeeld in 1970 en in 1971. Het toernooi was de Zuid-Amerikaanse equivalent van de Europacup II of de UEFA Cup; enkel ploegen die zich niet hadden gekwalificeerd voor de Copa Libertadores namen deel aan de Recopa Sudamericana de Clubes. Het toernooi kan gezien worden als een voorloper van de Copa CONMEBOL en de Copa Sudamericana. De naam Copa Ganadores de Copa wordt gebruikt om verwarring met de Recopa Sudamericana te voorkomen.

## Finales
De tweede editie werd als een vriendschappelijk toernooi gespeeld en wordt door de Zuid-Amerikaanse voetbalbond niet als officiële titel erkend.
| Jaar | Winnaar                  | Uitslagen | Finalist           |
| ---- | ------------------------ | --------- | ------------------ |
| 1970 | Club Mariscal Santa Cruz | 0-0, 2-0  | CD El Nacional (t) |
| 1971 | CD América de Quito      | Groep     | Club Olimpia       |

- Het team dat de eerste wedstrijd thuis speelde (in 1970), is met (t) aangegeven.

## Deelnemers

### Finalisten
| Club                     | Winnaar | Tweede | Winnaar in: |
| ------------------------ | ------- | ------ | ----------- |
| Club Mariscal Santa Cruz | 1       | 0      | 1970        |
| CD América de Quito      | 1       | 0      | 1971        |
| CD El Nacional           | 0       | 1      |             |
| Club Olimpia             | 0       | 1      |             |

### Kwalificatiemethode
Ondanks de naam Copa Ganadores de Copa organiseerden weinig Zuid-Amerikaanse landen een echt bekertoernooi. Rond 1970 had alleen Venezuela een lopend bekertoernooi. Argentinië en Uruguay organiseerden een speciale bekercompetitie om hun deelnemer aan het toernooi te bepalen. In de overige landen werd de nummer drie uit de competitie aangewezen als deelnemer aan de Copa Ganadores de Copa (de top-twee kwalificeerde zich voor de Copa Libertadores), of werden er play-offs gespeeld tussen de hoogstgeplaatste ploegen die zich niet hadden gekwalificeerd voor de Copa Libertadores. Brazilië en Colombia schreven voor beide edities geen deelnemer in.

## Trivia
- De titel van Club Marsical de Santa Cruz is tot op heden (2020) de enige door de CONMEBOL erkende internationale prijs van een Boliviaaanse voetbalclub.